# جزيرة بوسا
جزيرة بوسا وهي جزيرة من جزر إندونيسيا، وتقع ضمن جزر باليكبابان في إقليم كالمنتان الشرقية في إندونيسيا.